# 탈리메렌 아오
탈리메렌 아오(영어: Talimeren Ao, 1918년 1월 28일~1998년 9월 13일)은 인도의 전 축구 선수이자 의사다. 인도 축구 국가대표팀의 첫 경기에서 주장을 맡았다.

## 생애
아오는 1943년에 당시 캘커타 풋볼 리그의 모훈 바간에 입단했다. 1948년 하계 올림픽에서 인도 축구 국가대표팀의 주장을 맡았다.
아오는 서벵골주 콜카타의 캘커타 대학교 R. G. 카르 의과대학에서 의학을 공부했으며, 의학·외과의학 학사 학위를 받은 뒤 나갈랜드주로 돌아와 나갈랜드주 보건소장을 지냈고 1978년에 은퇴했다.
아오는 1998년 초에 계절성 인플루엔자에 걸렸고, 이미 당뇨병으로 건강 상태가 좋지 않은 상태에서 건강이 더 나빠졌다. 아오는 디마푸르에서 코히마의 병원으로 옮겨졌으나, 1960년대에 그가 의사로 있었던 나가 공립 병원에서 사망했다. 디마푸르의 나가 공동묘지에 묻혔다.

## 같이 보기
- 나가족